# Bobbi Starr
Bobbi Starr (Santa Clara, 6 aprile 1983) è un'ex attrice pornografica statunitense.

## Biografia
La sua famiglia ha origini albanesi, italiane e ungheresi. Si è laureata alla San José State University in musica. Suona il piano, l'oboe e il clarinetto.
La carriera pornografica inizia all'età di 23 anni nel 2006, essendo rimasta affascinata dall'attrice Belladonna (con cui poi lavorerà e diventerà amica) e le prime scene sono di sottomissione e bondage per diversi siti internet, introdotta da un amico che lavorava per Kink. Si considera una femminista "pro-sesso". Pur riconoscendo che diverse femministe considerano la pornografia degradante per le donne, ha affermato: "Non la sento come una scelta degradante, perché è una mia scelta. Se mai mi sentirò umiliata o degradata, l'unica cosa da fare è fermarsi e dire basta".
È stata finalista dello spettacolo America's Next Hot Porn Star, un talent per nuove star del settore a luci rosse. Bobbi Starr vorrebbe diventare in futuro una ginecologa rimanendo all'interno dell'industria del porno dove ha notato una carenza di ginecologhe donne. Ha girato diverse scene con Rocco Siffredi per la casa di produzione Evil Angel.
Nel 2011 è stata nominata dalla CNBC come una delle 12 attrici più popolari del cinema pornografico.
Ha diretto 21 scene tra il 2011 e il 2013 e nel 2015 si è definitivamente ritirata dall'industria pornografica.

## Vita privata
Nel 2013 ha annunciato di aspettare un bambino e che aveva trovato qualcuno di speciale con cui trascorrere il resto della vita. Il marito si chiama Ted Newsome e i due hanno avuto un altro figlio.

## Riconoscimenti
- AVN Awards
  - 2010 – Best Double Penetration Sex Scene per Bobbi Starr & Dana DeArmond's Insatiable Voyage con Mr. Marcus e Sean Michaels[10]
  - 2010 – Most Outrageous Sex Scene per Belladonna: No Warning 4[11]
  - 2012 – Female Performer of the Year[12]
  - 2012 – Best POV Sex Scene per Double Visione 3 con Andy San Dimas e Erik Everhard[13]
  - 2012 – Best Porn Star Website[14]

- XRCO Award
  - 2009 – Superslut[15]
  - 2010 – Superslut[16]
  - 2010 – Orgasmic Oralist[16]
  - 2011 – Orgasmic Oralist[17]
  - 2012 – Orgasmic Oralist[18]

Altri premi
- 2008 – CAVR Starlet of Year[19]
- 2009 – CAVR Star of Year
- 2010 – Dr. Jay's Must See Girls[20]

## Filmografia

### Attrice
- Bitchcraft 1 (2006)
- Bondage Stars 7 (2006)
- Don't Waste It Taste It 1 (2006)
- My Hot Wife is Fucking Blackzilla 8 (2006)
- Addicted to Anal (2007)
- Almost Illegal (2007)
- Anal Acrobats 1 (2007)
- Anal Asspirations 7 (2007)
- Anal Expedition 11 (2007)
- Ass For Days 4 (2007)
- Ass Parade 12 (2007)
- Assault That Ass 12 (2007)
- Beautiful Anal Divas 1 (2007)
- Belladonna's Evil Pink 3 (2007)
- Belladonna's Odd Jobs 3 (2007)
- Big Bottoms Up 2 (2007)
- Black Dicks in White Chicks 15 (2007)
- Black in My Ho 1 (2007)
- Blow Bangin 2 (2007)
- Bore My Asshole 1 (2007)
- Butt Junkies 2 (2007)
- Cheek Freaks 1 (2007)
- Crimes of the Cunt (2007)
- Dark Meat 2 (2007)
- Deeper 8 (2007)
- Face Fucking Inc. 1 (2007)
- Face Full Of Diesel 1 (2007)
- Filthy Beauty 1: The Best of Bobbi Starr (2007)
- FlowerTucci.com 2 (2007)
- Freaky First Timers 6 (2007)
- Fuck Slaves 2 (2007)
- Fucking Me POV 1 (2007)
- Gang Bang 6 (2007)
- Gangbang My Face 2 (2007)
- Gape Lovers 1 (2007)
- Gape Lovers 2 (2007)
- Girls Will Be Girls 2 (2007)
- Give Me Gape 3 (2007)
- Glamcore (2007)
- Hellfire Sex 9 (2007)
- I Can't Believe I Took The Whole Thing 13 (2007)
- In Thru The Back Door 2 (2007)
- In Your Face 4 (2007)
- Initiation of Nikki Jayne (2007)
- Intimate Invitation 6 (2007)
- It Takes Two 3 (2007)
- I've Been Sodomized 3 (2007)
- Jana Cova in Blue (2007)
- Jockin' Jesse (2007)
- Keep 'Em Cummin' 2 (2007)
- Lesbian Seductions 16 (2007)
- Lesbian Seductions 17 (2007)
- Lesbian Tutors 5 (2007)
- MILF Bangers (2007)
- Missing Persons (2007)
- Monster Cock Fuckfest 5 (2007)
- Mouth 2 Mouth 10 (2007)
- Naughty Nanny 1 (2007)
- Nice Fucking View 2 (2007)
- No Cum Dodging Allowed 8 (2007)
- One on One 7 (2007)
- Open Up And Say Ahhh (2007)
- POV Pervert 9 (2007)
- Romancing The Ass 2 (2007)
- Rookie Pussy 1 (2007)
- Sex Fiends 4 (2007)
- She Went Black (2007)
- Slutty and Sluttier 3 (2007)
- Smokin' Hot 2 (2007)
- Sophia Santi: Scream (2007)
- Squirt Machines (2007)
- Suck It Dry 4 (2007)
- Ties That Bind 2 (2007)
- Twins (2007)
- Up'r Class 5 (2007)
- Women Seeking Women 34 (2007)
- 3 Blowin Me 2 (2008)
- A Sperm-Load A Day 2 (2008)
- Alone In The Dark 6 (2008)
- Anal Beach Buns (2008)
- Anal Buffet 1 (2008)
- Anal Prostitutes On Video 6 (2008)
- Ass To Heels 4 (2008)
- Ass Trap 1 (2008)
- Backstage Girls (2008)
- Be My Bitch 5 (2008)
- Beast Is Back 2 (2008)
- Belladonna's Evil Pink 4 (2008)
- Belladonna's Odd Jobs 4 (2008)
- Bet Your Ass 6 (2008)
- Big in the Beautiful 2 (2008)
- Big Wet Asses 13 (2008)
- Big White Bubble Butts 5 (2008)
- Bitchcraft 4 (2008)
- Black by Injection 1 (2008)
- Black Cock Addiction 4 (2008)
- Black Power 3 (2008)
- Black Rogue Cops (2008)
- Bobbi Starr: Nymphomaniac (2008)
- Booty Annihilators 4 (2008)
- Chain Gang 1 (2008)
- Dark Flame (2008)
- Diggin' In The Gapes 1 (2008)
- Elastic Assholes 7 (2008)
- Enema Pay Back (2008)
- Evil Anal 5 (2008)
- Field of Schemes 2 (2008)
- Filthy 3 (2008)
- Fuck Slaves 3 (2008)
- Gag Me Then Fuck Me 4 (2008)
- Gapeman 1 (2008)
- Girl Train 1 (2008)
- I Have a Wife 2 (2008)
- I Like It Black and Deep in My Ass 8 (2008)
- Imperfect Angels 2 (2008)
- Imperfect Angels 3 (2008)
- Imperfect Angels 4 (2008)
- Imperfect Angels 6 (2008)
- Jada Fire Is Squirtwoman 4 (2008)
- Jam It All The Way Up My Ass 5 (2008)
- Jana Cova: Lust (2008)
- Lesbian Bridal Stories 2 (2008)
- Lesbian Triangles 12 (2008)
- Lesbian Tutors 7 (2008)
- Load Warriors 1 (2008)
- Lord Of Asses 13 (2008)
- Manhammer 8 (2008)
- Massive Facials 1 (2008)
- Monsters of Cock 14 (2008)
- Phat Ass White Booty 3 (2008)
- Pink Panthers (2008)
- Porn Week: Los Angeles Vacation (2008)
- Real College Girls 15 (2008)
- Road Queen 6 (2008)
- Road Queen 8 (2008)
- Semen Sippers 7 (2008)
- Sex Maniax (2008)
- Slave Dolls 3 (2008)
- Sperm Receptacles 3 (2008)
- Squirt Gangbang 3 (2008)
- Squirt in My Gape 3 (2008)
- Stretched Out Snatch 8 (2008)
- Surrender of O (2008)
- Tease Before The Please 2 (2008)
- Video Nasty 3: Stoya (2008)
- Whore Within Me (2008)
- Women Seeking Women 42 (2008)
- Addicted To Pleasure (2009)
- Anal Cavity Search 6 (2009)
- Anal Integrity (2009)
- Ass Parade 20 (2009)
- Ass Titans 2 (2009)
- Ass Wide Open (2009)
- Battle of the Sluts 3: Bobbi Starr vs Annette Schwarz (2009)
- Belladonna: Fetish Fanatic 7 (2009)
- Belladonna: No Warning 4 (2009)
- Belladonna's Party of Feet 1 (2009)
- Belladonna's Road Trip: Cabin Fever (2009)
- Belladonna's Strapped Dykes (2009)
- Belladonna's Toy Box (2009)
- Best of Monster Cock Fuck Fest: Mutant Edition (2009)
- Big Ass White Girls 2 (2009)
- Big Butts Like It Big 3 (2009)
- Bobbi Starr and Dana DeArmond's Insatiable Voyage (2009)
- Bobbi Violates Europe (2009)
- Can He Score 2 (2009)
- Chain Gang 2 (2009)
- Club Jenna: The Anal Years (2009)
- Cum-Spoiled Sluts (2009)
- Evil Anal 10 (2009)
- Face Fucking Inc. 6 (2009)
- Fresh Teens 3 (2009)
- Fuck Face (2009)
- Fuck My White Ass 5 (2009)
- Full Streams Ahead 2 (2009)
- Gangbang Her Little White Thang 1 (2009)
- Gape Lovers 4 (2009)
- Hairy Situations (2009)
- I Love It Rough 4 (2009)
- Imperfect Angels 7 (2009)
- In the Butt 2 (2009)
- Just Tease 1 (2009)
- Lesbian Bridal Stories 4 (2009)
- Lesbian Hospital 2 (2009)
- Lesbian Triangles 13 (2009)
- Lesbian Triangles 14 (2009)
- Live in my Secrets (2009)
- Lucky Lesbians 4 (2009)
- Made in Brazil 4 (2009)
- Masturbation Nation 1 (2009)
- My Dad's Hot Girlfriend 1 (2009)
- Performers of the Year 2009 (2009)
- Phat Ass White Booty 4 (2009)
- Pony Girl Fuck Toy (2009)
- Pop Shots 10 (2009)
- Popporn: The Guide to Making Fuck (2009)
- Porn Week: Dana DeArmond's Pornstar Vacation (2009)
- Pretty Sloppy 1 (2009)
- Pretty Sloppy 2 (2009)
- Private Specials 13: L.A. Girls Love Big Cocks (2009)
- Rico The Destroyer 1 (2009)
- Rio Loco (2009)
- Rocco Ravishes L.A. (2009)
- Rocco's Back (2009)
- Satan's Whore (2009)
- Sensual Playground (2009)
- Slutty and Sluttier 9 (2009)
- Storm Squirters 7 (2009)
- Strap Attack 11 (2009)
- Strip Tease Then Fuck 11 (2009)
- Taboo: Decadence (2009)
- Top Wet Girls 4 (2009)
- Tribade Sorority 2 (2009)
- Up That White Ass 1 (2009)
- Violation Of Kylie Ireland (2009)
- Vogue Nasty (2009)
- Voyeur Within (2009)
- White Girls Get Busy (2009)
- Women Seeking Women 58 (2009)
- 2 Big Two Black for Her White Crack 3 (2010)
- 2 Chicks Same Time 7 (2010)
- All-Star Overdose (2010)
- Anal Overdose 1 (2010)
- Angel Perverse 14 (2010)
- Angel Perverse 15 (2010)
- Art of Anal 1 (2010)
- Ass the World Turns (2010)
- Asseaters Unanimous 21 (2010)
- Asspirin 2 (2010)
- Asstounding 2 (2010)
- BatFXXX: Dark Knight Parody (2010)
- Beat Tha Pussy Up 4 (2010)
- Beautiful Stranger (2010)
- Belladonna: Fetish Fanatic 8 (2010)
- Belladonna: No Warning 5 (2010)
- Big Ass Cheerleaders 1 (2010)
- Big Butts Like It Big 7 (2010)
- Big Lebowski: A XXX Parody (2010)
- Big Thick Chocolate Stick (2010)
- Bitchcraft 8 (2010)
- Black Listed 2 (2010)
- Blackzilla vs. Manaconda 2 (2010)
- Bludreams 2 (2010)
- Bobbi Starr no Rio (2010)
- Bonny and Clide (2010)
- Brother Load 2 (2010)
- Bum Rushed 2 (2010)
- Buttman's Evil Live (2010)
- Call of Booty (2010)
- Car Wash Girls (2010)
- Cum Bang 1 (2010)
- Deep Anal Abyss 3 (2010)
- Dinner Affair (2010)
- Field of Schemes 8 (2010)
- Filthy Anal Girls (2010)
- Friends That Share (2010)
- Fuck Slaves 5 (2010)
- Gangbang Her Little White Thang 6 (2010)
- Gape Lessons (2010)
- Handjob Spectacles (2010)
- Hot Bush 2 (2010)
- How To Be A Ladies Man (2010)
- I Have a Wife 7 (2010)
- Interracial Anal Love 5 (2010)
- Interracial Gloryhole Initiations 5 (2010)
- Into the Dark (2010)
- Jayden Jaymes Unleashed (2010)
- Lesbian House Hunters 2 (2010)
- Massive Facials 2 (2010)
- Masturbation Nation 8 (2010)
- Mere et sa fille (2010)
- Mike John's Sperm Overload 3 (2010)
- Naughty America: 4 Her 7 (2010)
- Nikki's House (2010)
- Office Perverts 6 (2010)
- Official Wife Swap Parody (2010)
- Oral Cream Pie 1 (2010)
- Performers of the Year 2010 (2010)
- Pervert (2010)
- Pretty As They Cum 2 (2010)
- Pretty Sloppy 3 (2010)
- Private Movies 50: Fuck Me Indie Ass (2010)
- Private World Cup: Footballers' Wives (2010)
- Raw 3 (2010)
- Reno 911: A XXX Parody (2010)
- Rocco's Bitch Party (2010)
- Rough Sex 2 (2010)
- Sasha Grey Expose (2010)
- Sex and the City: The Original XXX Parody (2010)
- Sex Files 2: A Dark XXX Parody (2010)
- She's Asstastic (2010)
- Smart Asses (2010)
- This Ain't Cops XXX (2010)
- This Ain't Curb Your Enthusiasm XXX (2010)
- Throat Fucks 2 (2010)
- Throated 28 (2010)
- To Protect and to Serve 2 (2010)
- Top Wet Girls 5 (2010)
- Tori Black Superstar (2010)
- Tori Tarra and Bobbi Love Rocco (2010)
- Unidas pelo Sexo (2010)
- Who's the Boss: A XXX Parody (2010)
- Women Seeking Women 59 (2010)
- Women Seeking Women 62 (2010)
- Women Seeking Women 65 (2010)
- Anal Buffet 7 (2011)
- Anal Only (2011)
- Ass Bandits (2011)
- Belladonna: Fetish Fanatic 9 (2011)
- Black Cream Inside Me (2011)
- Bobbi Loves Boys (2011)
- Bobbi Starr's One (2011)
- Bobbi's World (2011)
- Boundaries 7 (2011)
- Bree and Tori (2011)
- Bush 1 (2011)
- Clean My Ass 1 (2011)
- Double Vision 3 (2011)
- Downtown Girls 3 (2011)
- Driven To Ecstasy 4 (2011)
- Everything Butt: Anal Haunting (2011)
- Everything Butt: Anal Magic (2011)
- Extreme Asses 15 (2011)
- Five Stars 2 (2011)
- For Bobbi Starr's Satisfaction (2011)
- Gangbang Squad 21 (2011)
- Gangbanged 1 (2011)
- Gape Lovers 6 (2011)
- Group Discount (2011)
- Hard Ass (2011)
- History Of Black Cock (2011)
- Horizon (2011)
- Hot Bush 5 (2011)
- Housewife's Hunt for Cunt 2 (2011)
- I Want It in My Ass Please (2011)
- Interracial Blow Bang 3 (2011)
- Interracial Pickups 3 (2011)
- Intimate Encounters 2 (2011)
- Jessica Drake's Guide to Wicked Sex: Fellatio (2011)
- Kimberly Kane's Been Blackmaled (2011)
- KissMe Girl 2: Girls Kissing Girls (2011)
- Lesbian Adventures: Wet Panties Trib 2 (2011)
- Lingerie 1 (2011)
- Little Part of Me (2011)
- Masseuse 1 (II) (2011)
- Mom's Cuckold 7 (2011)
- Monster Curves 14 (2011)
- Monster Strap-on Domination (2011)
- My Roommate's a Lesbian 1 (2011)
- Nacho Vidal Back 2 USA (2011)
- Nacho Vidal vs Live Gonzo (2011)
- Neighbor Affair 11 (2011)
- Net Skirts 7.0 (2011)
- Official Howard Stern Show Parody (2011)
- One (2011)
- Oral Overload 2 (2011)
- Performers of the Year 2012 (2011)
- Phat Bottom Girls 4 (2011)
- POV Life 3 (2011)
- Pretty Ass Fuck (2011)
- Prison Girls (2011)
- Real Estate Sluts (2011)
- Scooby Doo: A XXX Parody (2011)
- Shut Up and Fuck (2011)
- Sloppy Girl 2 (2011)
- Slutty and Sluttier 15 (2011)
- Solo Sweethearts 1 (2011)
- Star Trek The Next Generation: A XXX Parody (2011)
- Suck It (2011)
- Teacher 4 (2011)
- Teagan Presley: The S!x (2011)
- Tristan Taormino's Expert Guide to Advanced Anal Sex (2011)
- Vicarious: So Close You Can Taste It (2011)
- White Sleeze Bucketz (2011)
- With This Ring (2011)
- Women Seeking Women 77 (2011)
- Anal Academy (2012)
- Anal Pleasures (2012)
- Anal Threesomes (2012)
- Ass Masters 10 (2012)
- Best of Lord of Asses 2 (2012)
- Big Butts Like It Big 10 (2012)
- Bobbi Starr (2012)
- Bobbi Violates San Francisco (2012)
- Butt Bang My Ass Punk (2012)
- Caught Smoking While Working (2012)
- Dallas: A XXX Parody (2012)
- Don't Trim That Bush (2012)
- Everything Butt: Juliette's Anal Punishment (2012)
- Gape Gang (2012)
- Girls Kissing Girls 9 (2012)
- Gringas And Latinas (2012)
- Just Tease 3 (2012)
- Kiss Me Lick Me Fuck Me (2012)
- Lesbian Sex 4 (2012)
- Milk Nymphos 3 (2012)
- Mom's Black Fucking Diary (2012)
- Monster Curves 18 (2012)
- Naughty Office 26 (2012)
- Occupy My Ass (2012)
- Old School (2012)
- Show Me Your Shit Hole (2012)
- Solo Sweethearts 3 (2012)
- Spit (2012)
- Superstars (2012)
- Tappin' That White Ass 3 (2012)
- Tonight's Girlfriend 3 (2012)
- Truth About O (2012)
- Bush Bangers (2013)
- Day With A Pornstar 4 (2013)
- Nikita XXX (2013)

### Regista
- Bobbi Loves Boys (2011)
- Bobbi Starr's One (2011)
- Bobbi's World (2011)
- One (2011)
- Shut Up and Fuck (2011)
- Vicarious: So Close You Can Taste It (2011)
- Bobbi Violates San Francisco (2012)
- Divine Bitches 25062 (2012)
- ElectroSluts 26495 (2012)
- Gape Gang (2012)
- Kiss Me Lick Me Fuck Me (2012)
- Occupy My Ass (2012)
- Old School (2012)
- Spit (2012)
- Whipped Ass 25779 (2012)
- Wired Pussy 15088 (2012)
- ElectroSluts 32045 (2013)
- Water Bondage 23425 (2013)
- Water Bondage 23426 (2013)
- Water Bondage 23427 (2013)
- ElectroSluts 34362 (2014)